# ジェフデイビス郡 (テキサス州)
ジェフデイビス郡（ジェフデイビスぐん、英: Jeff Davis County）は、アメリカ合衆国テキサス州の西部に位置する郡である。西テキサスのトランス・ペコス地域を構成する9の郡の１つである。2010年国勢調査での人口は2,342人であり、2000年の2,207人から6.1％増加した。郡庁所在地は国勢調査指定地域であるフォートデイビス（人口1,201人）であり、同郡で人口最大の町でもある。クレーン郡は1887年に設立され、郡名は第23代アメリカ合衆国陸軍長官を務めた後、アメリカ連合国大統領になったジェファーソン・デイヴィスに因んで名付けられた。
郡内には広さ270,000エーカー (1,100 km2) のテキサス・デイビス山地ブドウ栽培地域があるが、現在は50エーカー (0.2 km2) のみがブドウ栽培に使われている。フォートデイビス近くにはテキサス大学オースティン校の所有するマクドナルド天文台がある。

## 歴史

### インディアン
前史時代の人類がジェフデイビス郡の北東部、ファントム湖泉で生活し、その泉を灌漑用に使った可能性がある。1849年、リンピア卿コックのペインティド・コマンチ・キャンプに残されたインディアンの岩刻絵がウィッティングとスミスの遠征隊によって発見された。
1861年、ニコラス酋長の指揮するメスカレロ・アパッチ族がデイビス砦を攻撃し、家畜を逃がし、3人の人を殺害した。これを追跡した騎兵隊をニコラスが待ち伏せし、騎兵隊員全員を殺した。1868年9月、デイビス砦を出撃したメキシコ人志願兵とバッファロー・ソルジャーの1隊がホースヘッドヒルズでメスカレロ・アパッチ族の集落を攻撃して破壊し、捕虜を救い出し、盗まれていた家畜を取り戻した。1870年1月、兵士の1隊がグアダルーペ山地のデラウェア・クリーク近くにあったメスカレロ・アパッチ族集落を攻撃した。1880年7月、ティナハ・デ・ラス・パルマスで兵士が、ビクトリオ酋長の率いるメスカレロ・アパッチ族の集団を攻撃した。1880年8月、バッファロー・ソルジャーがラトルスネーク・スプリングスでビクトリオ酋長を待ち伏せした。ビクトリオ酋長はメキシコに逃亡し、10月にメキシコ兵によって殺された。この地域でインディアンによる最後の襲撃は1881年のバリー・スコビー山でのことだった。

### 開拓初期
1849年3月、テキサス第8軍事部のウィリアム・J・ワース少将が、ウィリアム・H・C・ウィッティング中尉とウィリアム・F・スミス中尉を派遣して、サンアントニオからエルパソ・デル・ノルトに至るルートを探らせた。2番目の探検隊はジョン・S・フォード博士が率い、オースティンの商人集団が資金を出したものだったが、デイビス山地の北を抜けてから南のエルパソに至る道を開いた。1849年6月、ジェファーソン・ヴァン・ホーン名誉少佐の大隊を付けられたジョセフ・E・ジョンストン中佐がさらなる探索を行った。ホーンはエルパソでブリス砦を建設した。テキサス・レンジャーのビッグフット・ウォレスが山地を抜けるサンアントニオ・エルパソ郵便馬車を護衛した。1854年にはデイビス砦が建設された。その土地は測量士のジョン・ジェイムズから年300ドルで賃借したものだった。1861年、砦は南軍のものとなり、1862年に南軍がニューメキシコ州グロリエタ峠で敗北した後は放棄され、1867年7月1日に連邦軍が再占領した。

### 郡の成立と成長
1887年3月15日、テキサス州議会ジェフデイビス郡を設立した。フォートデイビスが郡庁所在地に指定された。1880年代には牛の牧畜業者が郡内で牧畜を始めていた。バレンタインとチスパの町が牧場主のための物資供給拠点となり、後には鉄道の駅ができた。フォートデイビスが郡内では常に最大の町だった。1970年ではマデラスプリングスが州内で最も小さな町として知られた。1961年、フォートデイビス国立歴史史跡が設定された。デイビス山地州立公園は1930年代に公開されていた。1974年、チワワ砂漠研究所樹木園が開設された。

## 地理
アメリカ合衆国国勢調査局に拠れば、郡域全面積は2,265平方マイル (5,866 km2)であり、水域は0.01％未満で事実上全て陸地である。郡内にはデイビス山地があり、テキサス州内にその全体がある山地としては最も標高が高い。

### 主要高規格道路
- 州間高速道路10号線
- アメリカ国道90号線
- テキサス州道17号線
- テキサス州道118号線
- テキサス州道166号線

### 隣接する郡と自治体
- リーブス郡 - 北東
- ペコス郡 - 東
- ブリュースター郡 - 南東
- プレシディオ郡 - 南西
- メキシコ チワワ州グアダルーペ - 西
- ハズペス郡 - 西
- カルバーソン郡 - 北西

### 保護地域
- フォートデイビス国家歴史登録財（アメリカ合衆国国立公園局管掌）
- デイビス山地州立公園（テキサス州公園野生生物部管掌）
- デイビス山地保護地（テキサス州自然保存局管掌）

## Demographics
以下は2000年の国勢調査による人口統計データである。
| 基礎データ - 人口: 2,207人 - 世帯数: 896 世帯 - 家族数: 632 家族 - 人口密度: 0人/km2（1人/mi2） - 住居数: 1,420軒 - 住居密度: 0軒/km2（1軒/mi2） 人種別人口構成 - 白人: 90.33% - アフリカン・アメリカン: 0.91% - ネイティブ・アメリカン: 0.32% - アジア人: 0.09% - その他の人種: 5.17% - 混血: 2.99% - ヒスパニック・ラテン系: 35.48% 年齢別人口構成 - 18歳未満: 24.4% - 18-24歳: 5.3% - 25-44歳: 24.1% - 45-64歳: 30.0% - 65歳以上: 16.3% - 年齢の中央値: 42歳 - 性比（女性100人あたり男性の人口） - 総人口: 104.4 - 18歳以上: 104.5 | 世帯と家族（対世帯数） - 18歳未満の子供がいる: 27.3% - 結婚・同居している夫婦: 60.8% - 未婚・離婚・死別女性が世帯主: 6.9% - 非家族世帯: 29.4% - 単身世帯: 26.3% - 65歳以上の老人1人暮らし: 10.3% - 平均構成人数 - 世帯: 2.39人 - 家族: 2.88人 収入と家計 - 収入の中央値 - 世帯: 32,212米ドル - 家族: 39,083米ドル - 性別 - 男性: 27,011米ドル - 女性: 21,384米ドル - 人口1人あたり収入: 18,846米ドル - 貧困線以下 - 対人口: 15.0% - 対家族数: 14.1% - 18歳未満: 17.1% - 65歳以上: 19.6% |

## 都市と町
- フォートデイビス - 郡庁所在地、国勢調査指定地域
- バレンタイン

## 教育
ジェフデイビス郡西部はバレンタイン独立教育学区が、中部と東部はフォートデイビス独立教育学区が管轄している。

## 大衆文化の中で
音楽グループのザ・マウンテン・ゴーツが、2002年に出したアルバム「All Hail West Texas」の中に、「ジェフデイビス郡ブルース」という曲を入れた。